# 4491 Otaru
4491 Otaru è un asteroide della fascia principale. Scoperto nel 1988, presenta un'orbita caratterizzata da un semiasse maggiore pari a 2,1737112 UA e da un'eccentricità di 0,0285674, inclinata di 3,67450° rispetto all'eclittica.